# Église Notre-Dame-de-Fátima de Milho Branco
L'église Notre-Dame de Fátima (en portugais : Igreja de Nossa Senhora de Fátima) est une église construite à Milho Branco dans l'île de Santiago au Cap-Vert.

## Historique
Située dans la zone de Cabeça d'Horta à Milho Branco dans la freguesia de Nossa Senhora da Luz, la première pierre pour sa construction a été posée le 10 mai 2009 par l'évêque de Cabo Verde Don Paulino Évora et elle a été inaugurée le 13 mai 2012, par l'évêque du diocèse de Santiago de Cabo Verde Don Arlindo Furtado à l'occasion de la commémoration de la fête de Santa Padroeira.
La cérémonie d'inauguration s'est déroulée en présence du Premier ministre de Cabo Verde, le Dr José Maria Neves.

## Notre-Dame de Fátima
Des messes sont célébrées chaque jour à l'église Notre-Dame-de-Fátima de Milho Branco.
Notre-Dame de Fátima est la patronne de la localité et sa fête est célébrée chaque année le 13 mai depuis 1955. Toutefois, lorsque la date tombe un jour ouvrable de la semaine, la célébration de la fête est transférée à la fin de semaine la plus proche de cette date.